# Золотое (Половинский район)
Золотое — деревня в Половинском районе Курганской области, входит в состав Сумкинского сельсовета.
Расположена в 61 километре от областного центра и в 35 км от районного.

## История
Деревня была основана в связи с гонениями староверов. 
Во время революции через деревню проходило войско Колчака. Жители оставили их у себя на ночь. 
Легенда гласит, что под старыми домами есть три горшка с монетами золотыми, серебряными и медными, но два горшка уже выкопали и остался только золотой, который так никто и не может найти. Кто-то даже находил перчатку с деньгами времён Екатерины 2. 
До 2004 года входила в состав Байдарского сельсовета, но позже отошла к Сумкинскому.

## Экономика и инфраструктура
Деревня достаточно маленькая, поэтому там нет магазина, школы, детсада и ФАПа. Нет автобусной связи с другими населёнными пунктами. Школьники учатся в Сумкинской средней школе. С юга подходит автодорога Байдары-Золотое-Спорное, которая связывает деревню с селом Байдары и автодорогой Курган-Половинное.

## Природа
С запада к деревне примыкает озеро Золотинское.